# Ladendorf
Ladendorf je městys v okrese Mistelbach v Dolních Rakousích. Žije zde přibližně 2 300 obyvatel.

## Geografie
Ladendorf leží ve Weinviertelu (Vinné čtvrti) v Dolních Rakousích. Plocha městyse je 16,92 kilometrů čtverečních a 16,92 % plochy je zalesněno.
Městys sestává z katastrálních území Eggersdorf, Garmanns, Grafensulz, Herrnleis, Ladendorf, Neubau und Pürstendorf.

### Vývoj počtu obyvatel
V roce 1971 zde žilo 2118 obyvatel, 1981 1876, 1991 měl městys 1936, při sčítání lidu v roce 2001 měl 2110 a ke dni 1. dubna 2009 zde žilo 2246 obyvatel.

## Politika
Starostou městyse je Othmar Matzinger, vedoucím kanceláře je Anita Strasser.
V obecním zastupitelství je 21 křesel. Při posledních volbách dne 6. března 2001 došlo k rozdělení mandátů takto: (ÖVP) 14, (SPÖ) 5, (FPÖ) 1, (Zelení) 1.

## Kultura a pamětihodnosti

### Budovy
- Zámek Ladendorf byl za Marie Terezie Rakouské (1717-1780) v roce 1722 přestavěn pro polního maršála Leopolda Josefa hraběte Dauna (1705-1766). Zámek byl za druhé světové války poškozený a je dnes ve velmi špatném stavebním stavu.
- Farní kostel Ladendorf
- Farní kostel Herrnleis

### Parky
V obci je významné lipové stromořadí.

## Hospodářství a infrastruktura

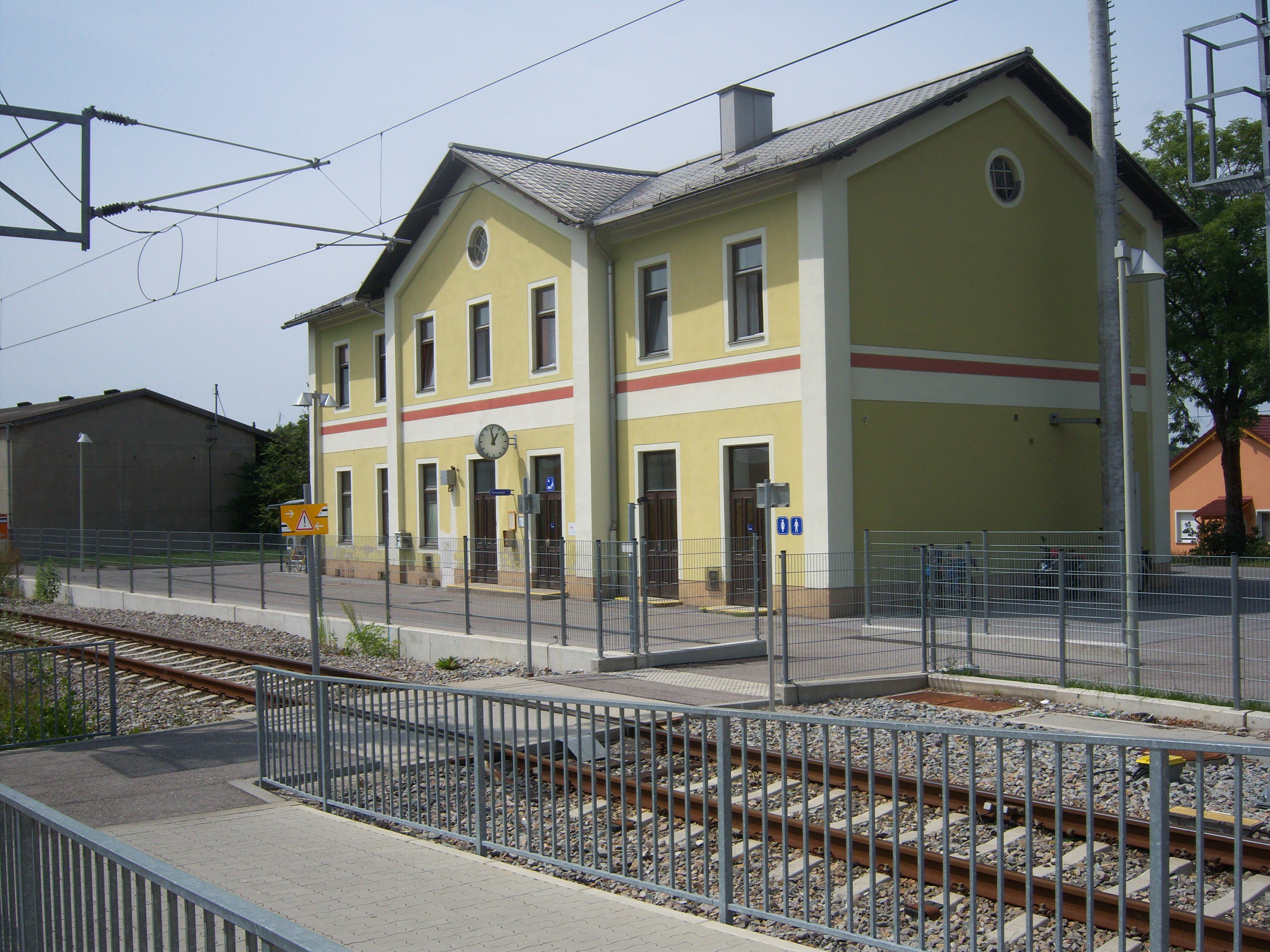
Železniční zastávka

V roce 2001 bylo v obci 54 nezemědělských pracovišť a v roce 1999 bylo 100 zemědělských a lesních pracovišť. Podle sčítání lidu v roce 2001 bylo v místě bydliště zaměstnáno 930 osob, to činilo 45,21 %. Ladendorf leží přímo na rychlostní železniční trati „S-Bahn“ a je tedy ideálně propojen s regionem.
Ladendorf je sídlem římskokatolického děkanství Ernstbrunn.

### Veřejné budovy
Je tu jedna mateřská škola a obecná škola.